# Emmanuel Le Maout
Jean Emmanuel Marie Le Maout (Guingamp, 29 décembre 1799 - Saint-Germain-en-Laye, 23 juin 1877) est un naturaliste et botaniste français.

## Biographie
Il prit, en 1842, le grade de docteur en médecine et, se tournant vers l'étude de l'enseignement des sciences naturelles, fut attaché, comme démonstrateur, à la Faculté de médecine, et ouvrit ensuite des cours particuliers de littérature et d'histoire naturelle. Il a été décoré de la Légion d'honneur le 12 août 1869.